# آیت‌الکرسی

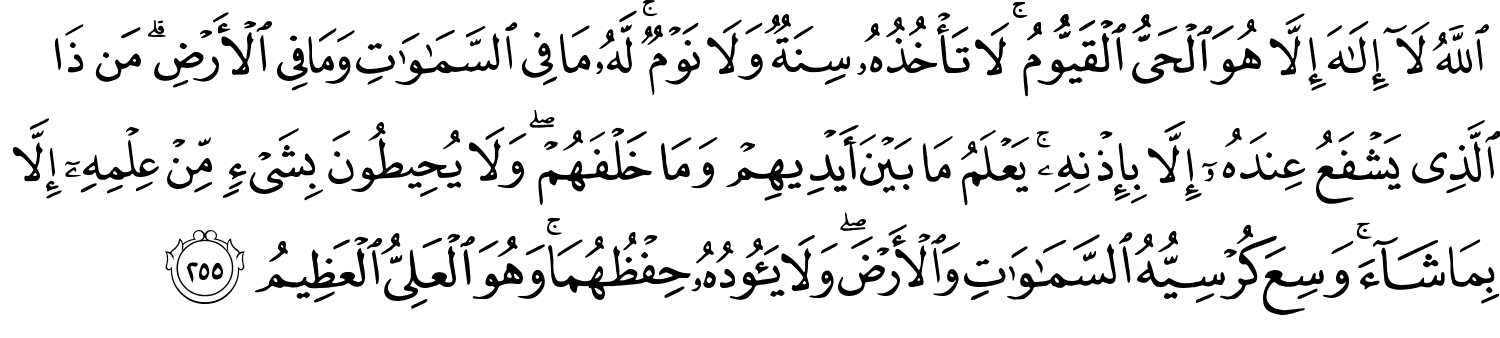

آیَتُ الکُرسی، نام یک یا چند آیه از قرآن است که به عقیده مسلمانان خواندن آن ثواب زیادی داشته و شخص را از بلایا دور می‌کند. شیعیان آن را در نماز وحشت نیز می‌خوانند.

## متن آیت‌الکرسی
متن آیت‌الکرسی که آیه ۲۵۵ سوره بقره است و همچنین آیات ۲۵۶ و ۲۵۷ سوره بقره به قرار زیر است:
«اللّهُ لاَ إِلَهَ إِلاَّ هُوَ الْحَیُّ الْقَیُّومُ لاَ تَأْخُذُهُ سِنَةٌ وَ لاَ نَوْمٌ لَّهُ مَا فِی السَّمَاوَاتِ وَمَا فِی الأَرْضِ مَن ذَا الَّذِی یَشْفَعُ عِنْدَهُ إِلاَّ بِإِذْنِهِ یَعْلَمُ مَا بَیْنَ أَیْدِیهِمْ وَمَا خَلْفَهُمْ وَ لاَ یُحِیطُونَ بِشَیْءٍ مِّنْ عِلْمِهِ إِلاَّ بِمَا شَاء وَسِعَ کُرْسِیُّهُ السَّمَاوَاتِ وَ الأَرْضَ وَ لاَ یَؤُودُهُ حِفْظُهُمَا وَ هُوَ الْعَلِیُّ الْعَظِیمُ (۲۵۵) لاَ إِکْرَاهَ فِی الدِّینِ قَد تَّبَیَّنَ الرُّشْدُ مِنَ الْغَیِّ فَمَنْ یَکْفُرْ بِالطَّاغُوتِ وَ یُؤْمِن بِاللّهِ فَقَدِ اسْتَمْسَکَ بِالْعُرْوَةِ الْوُثْقَیَ لاَ انفِصَامَ لَهَا وَاللّهُ سَمِیعٌ عَلِیمٌ (۲۵۶) اللّهُ وَلِیُّ الَّذِینَ آمَنُواْ یُخْرِجُهُم مِّنَ الظُّلُمَاتِ إِلَی النُّوُرِ وَالَّذِینَ کَفَرُواْ أَوْلِیَآؤُهُمُ الطَّاغُوتُ یُخْرِجُونَهُم مِّنَ النُّورِ إِلَی الظُّلُمَاتِ أُوْلَئِکَ أَصْحَابُ النَّارِ هُمْ فِیهَا خَالِدُونَ (۲۵۷)»
«خدای یکتاست، که جز او خدایی نیست، او زنده و جاودانه است، هرگز او را خواب فرا نمی‌گیرد تا چه رسد که به خواب رود، اوست مالک آنچه در آسمانها و زمین است، کیست آن کس که جز به اذن او در پیشگاهش شفاعت کند؟ علم او محیط است به آنچه پیش نظر خلق آمده و آنچه سپس خواهد آمد، و خلق به هیچ مرتبه از علم او احاطه نتوانند کرد مگر به آنچه او خواهد. قلمرو علمش از آسمانها و زمین فراتر، و نگهبانی زمین و آسمان بر او آسان و بی زحمت است، و او والامرتبه و با عظمت است. (۲۵۵) کار دین از روی اجبار نیست (یا هیچ اجباری در دین نیست)، تحقیقا راه هدایت و ضلالت بر همه کس روشن گردیده، پس هر کس از راه کفر و سرکشی دیو راهزن، برگردد، و به راه ایمان به خدا روی بیاورد، بدون شک، به طنابی محکم و استوار چنگ زده‌است که هرگز نخواهد گسست؛ و خداوند (به هر چه خلق در دل گویند) شنوا و داناست. (۲۵۶) خدا یاری دهنده اهل ایمان است، که آنان را از تاریکیهای جهل و نادانی به سوی روشنایی می‌برد و آنان که راه کفر را انتخاب کرده‌اند یارانشان، شیاطین و دیوها هستند که آنان را از روشنایی به سوی تاریکیها به در می‌برند، این گروه اهل آتشند که در آن همیشه خواهند بود. (۲۵۷)»
طبق اکثریت روایات و احادیث و منابع، آیه ۲۵۵ از سوره بقره قرآن است. هر چند در بعضی روایات آمده‌است که علاوه بر آیه ۲۵۵، بهتر است آیات ۲۵۶ و ۲۵۷ سوره بقره هم خوانده شود. همچنین طبق نظر بیشتر مراجع شیعه، در نماز وحشت بهتر است هر سه آیه تلاوت شود.

## واژه و علت نامگذاری

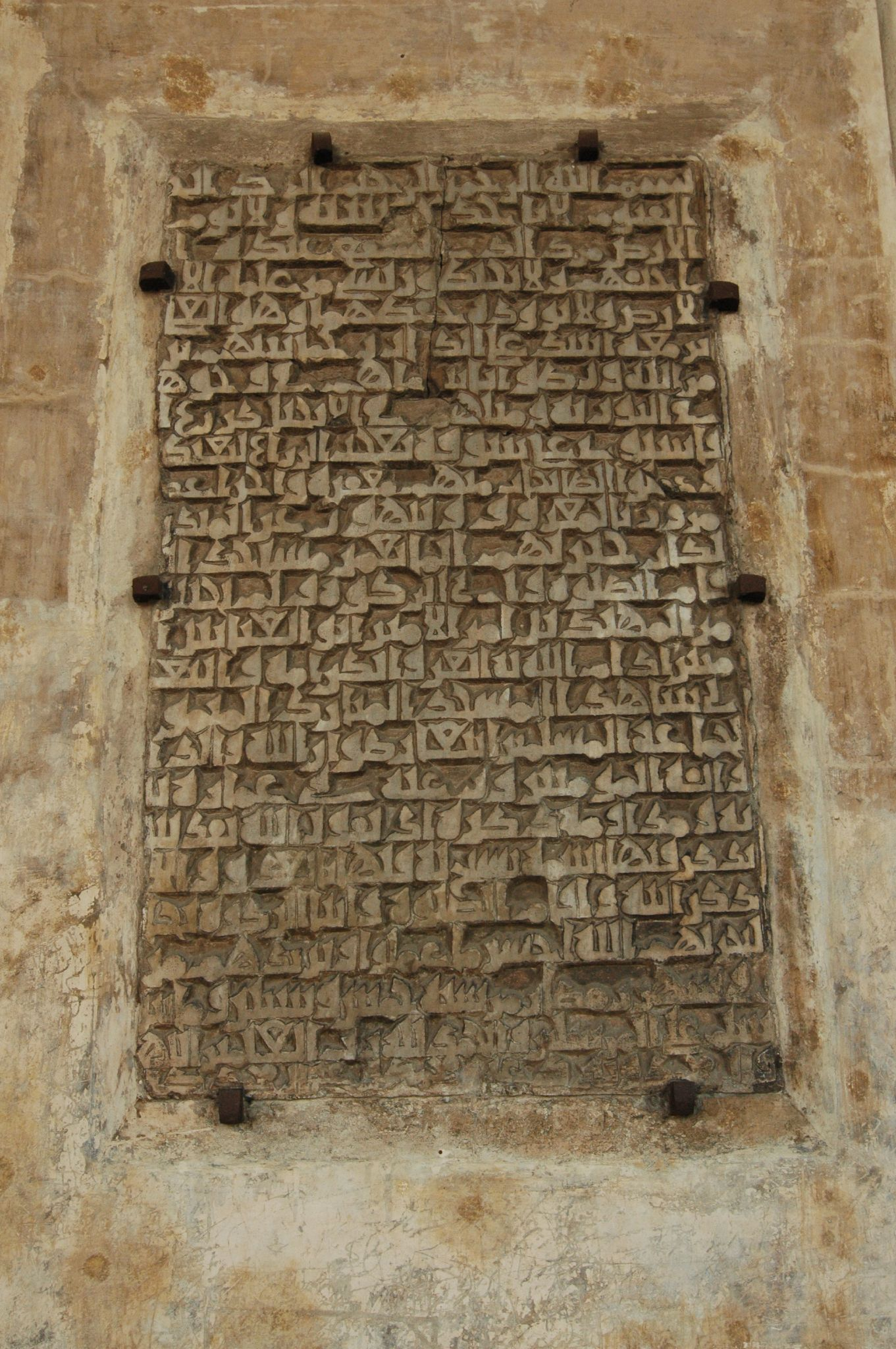
سنگ نوشته آیت‌الکرسی در مسجد ابن طولون

علت نامگذاری ایت الکرسی بخاطر این است که تنها موردی که در قرآن از کرسی خداوند آمده‌است و آن همین آیه ۲۵۵ سوره بقره است: «وَسِعَ کُرْسیُّهُ السَّموٰاتِ وَ الْاَرَضَ: کرسی او به پهنای آسمانها و زمین است» این آیه در زمان پیامبر اسلام نیز به آیةالکرسی معروف بوده‌است.
در متون اسلامی برای «کُرسی» معانی زیر نظر گرفته شده‌است:
- علم الهی: کرسی همان جسم بزرگ کیهانی است که زمین، خورشید و آسمان و نیز سایر اجزای آسمان را در بر می‌گیرد.
- جسم بزرگ کیهانی: کرسی را می‌توان همان یک جسم و جرم بزرگ کیهانی تصور کرد که تمام اجزایی که در آسمان و زمین است در آن جای می‌گیرد که از علی بن ابیطالب نقل شده‌است که آسمان و زمین و تمام موجودات در داخل این کرسی قرار دارند که چهار فرشته به فرمان خدا آن را حمل می‌کنند.
- قدرت و سلطنت الهی: کرسی همان جهان هستی است که این جهان تماماً تحت سلطه خدا بوده و هیچ‌کس از دایره قدرت او خارج نمی‌شود و بدون اذن او هیچ تغییری ایجاد نمی‌شود.
- عرش: در لغت همان کرسی است که عرش در فارسی به معنی رکن و اساس هر چیز یا سقف خانه گفته می‌شود؛ بنابراین با توجه به این دو تعریف در مورد کرسی و عرش مشخص می‌شود که کرسی ظاهر و عرش باطن هر چیز را گویند.

## اهمیت آیت‌الکرسی

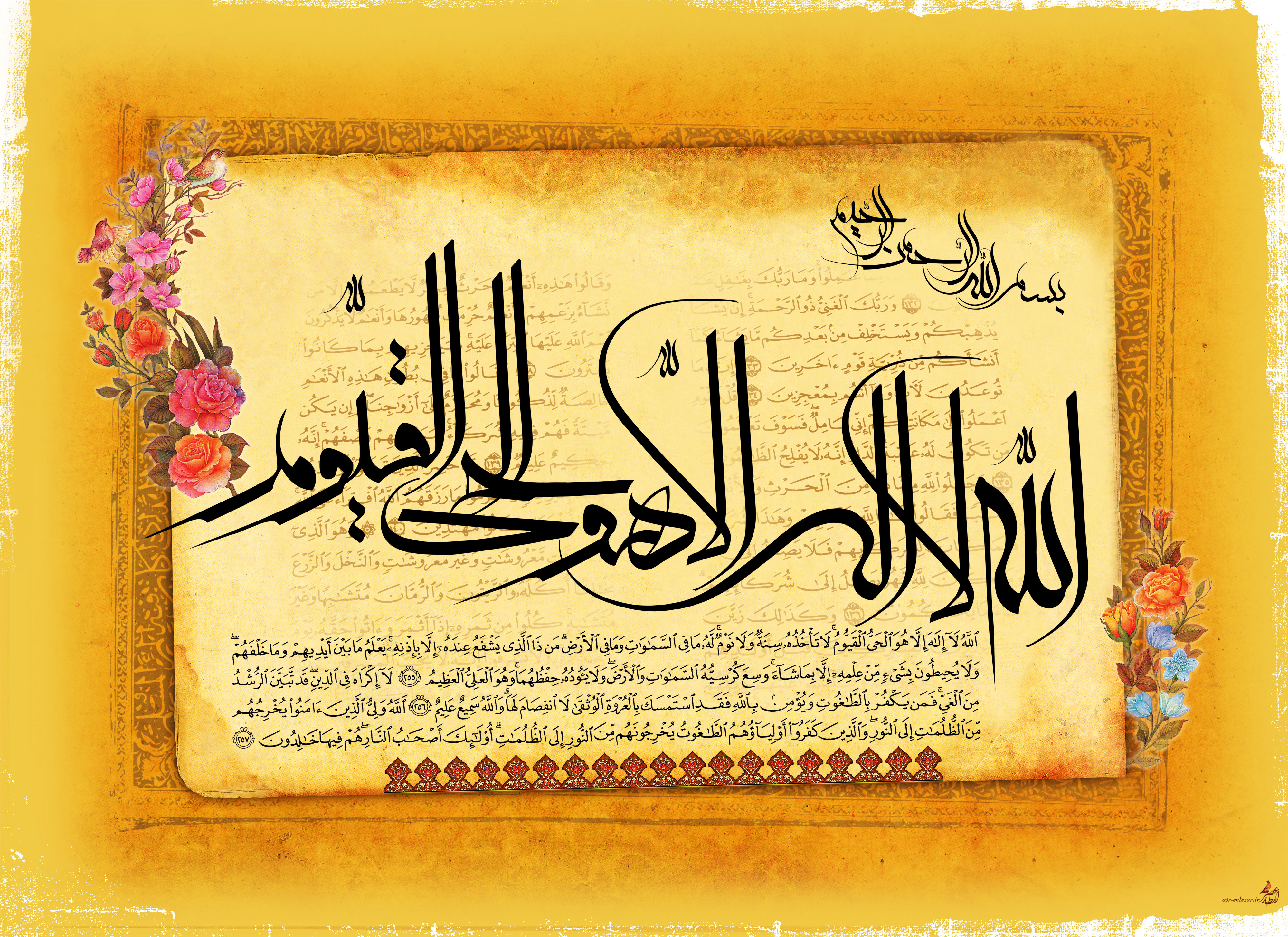
خوشنویسی آیت‌الکرسی

شهرت آیه ۲۵۵ سوره بقره به آیت‌الکرسی، به صدر اسلام بر می‌گردد. ترسیم رابطهٔ خداوند با آفریدگانش به ویژه انسان و جامعیت این ترسیم در آیت‌الکرسی، موجب امتیاز این آیه بر دیگر آیات شده و مفسران را واداشته است تا با اهتمامی ویژه، به شرح آن بپردازند یا در این باره نوشته‌های مستقلی بنگارند.

### شأن نزول

#### آیهٔ ۲۵۶
در مورد نزول این آیه گفته شده مردی از انصار، «صبیح» خدمتکار سیاه‌پوست خود را به پذیرش دین اسلام مجبور کرد و چون این عمل کاملاً برخلاف مبنی و روش دین اسلام بود این آیه فرود آمد و مسلمانان را از این عمل برحذر داشت.

## احادیثی در فضیلت قرائت آیت الکرسی
در حدیثی از پیامبر اسلام، محمد خطاب به علی ابن ابیطالب چنین آمده‌است:
یا علی، این آیه را به فرزندان، همسایگان و همگان بیاموز چرا که این آیه از تمام آیات نازل شده باعظمت‌تر است.
در حدیثی از علی ابن ابیطالب چنین آمده‌است:
 بر مسلمان لازم است که شب را به پایان نیاورد مگر آنکه آیت‌الکرسی را بخواند و اگر می‌دانستید که آیت الکرسی چیست و در آن چیست، هرگز آن را رها نمی‌کردید.
در حدیثی از پیامبر اسلام چنین آمده‌است:
آیت‌الکرسی از گنجینه‌ای در زیر عرش به من عطا شده‌است و قبل از من به هیچ پیغمبری چنین عطائی نشده‌است.
در حدیثی از پیامبر اسلام چنین آمده‌است:
 بر تو باد به قرائت آیت‌الکرسی که در هر حرف آن هزار برکت و هزار رحمت است.
در حدیثی از محمد باقر امام پنجم شیعیان چنین آمده‌است:
 کسی که بعد از وضو آیت‌الکرسی بخواند خداوند ثواب چهل سال عبادت را به او عنایت می‌فرماید و چهل درجه او را بالا می‌برد و چهل حورالعین را به تزویج او درمی‌آورد.
در حدیثی از محمد خطاب به علی ابن ابیطالب چنین آمده‌است:
آنگاه که از منزل در پی حاجتی بیرون شدی آیت‌الکرسی تلاوت کن، زیرا موجب برآورده شدن حاجت می‌باشد.
در حدیثی از حسن عسکری آمده‌است:
 آنگاه که در سفر احتمال خطر دادی، قبل از سفر سوره‌های حمد، معوذتین، آیت‌الکرسی و قدر را بخوان.
در حدیثی از علی بن ابی‌طالب آمده‌است:
اگر خواص آیة الکرسی را می‌دانستید در هیچ زمانی خواندن آن را ترک نمی‌کردید.